# Мистик-Крик
Мистик-Крик (англ. Mistik Creek) — ручей в бассейне Гудзонова залива, находящийся на севере канадской провинции Манитоба, примерно в 20 км к северо-востоку от Бэйкерс-Нэрроуз.

## Этимология
Слово «Мистик» в названии переводится как «дерево» с языка кри.

## География
Ручей протекает через 14 озёр с юга на север, которые названы в числовом порядке на языке кри. Среди них озёра Паюк, Несо, Нисто, Нао, Ниянун, Никотуасик, Тапукок, Уйенанао, Какат, Митатут, Паюкосап, Несосап, Нистосап и Наосап.
Исток ручья — озеро Наосап. Следующие озёра расположены в бассейнах неправильной формы с низкими берегами, окружёнными сфагновыми болотами; ручей здесь течёт медленно. Ниже по течению, озёра становятся меньше и ручей образует непрерывные потоки. Ручей проходит провинциальный парк Несо-Лейк, когда протекает через озеро Несо, а также под автодорогой Манитоба Хайвей 10. Ручей впадает в озеро Паюк, и через ручей Паюк-Крик — в озеро Атапапускоу.
Из ручья также выходит река Вэмп-Крик и озеро Холт-Лейк.

## Природа
Мистик-Крик протекает через возвышенность реки Черчилл, часть западных лесов Канадского щита, и окружён смешанным лесом, состоящим из чёрной и сизой ели, сосны Банкса и тополя осинообразного. Берега реки охарактеризованы крутыми каменными гребнями неправильной формы и плохо осушенными участками сфагнового болота.
Территория около Мистик-Крик по большему счёту нетронута; на ней обитают американские лоси, чёрные медведи, канадские рыси, волки и канадские бобры. Также, на этой территории пасутся северные олени. Среди птиц, обитающих на этой территории — вороны, черноклювая гагара, канадская дикуша, белоголовый орлан и ястребиная сова.

## Туризм
Ручей можно проплыть на каноэ за 4-5 дней. Этот маршрут называется «Мистик-Крик-Луп» или «петля Мистик-Крик» (англ. Mistik Creek Loop) и составляет 95 км в длину. Он охарактеризован большим количеством коротких переносов лодки в обход небольшого набора порогов. Маршрут начинается и заканчивается в Бэйкерс-Нэрроуз; необходимы более длительные переносы лодки между озером Атапапускоу, озером Альбертс и озером Наосап.
Ручей не легкодоступен, однако на территории всё же занимаются охотой и рыбалкой.